# Bandera de Infantería Protegida Roger de Lauria

Escudo de la II Bandera "Roger de Lauria".

Estandarte de la II Bandera Roger de Lauria.

La Bandera de Infantería Protegida Roger de Lauria, anteriormente Segunda Bandera Paracaidista "Roger de Lauria", también referida como "Roger de Lauria" II/4, es una unidad de infantería  del Ejército de Tierra Español, creada el 23 de junio de 1956 como aerotransportada e integrada en la Brigada Paracaidista (BRIPAC). Desde el año 2015 a raíz de la reforma de la estructura orgánica del Ejército de Tierra, se le dotó de su configuración actual y ha quedado adscrita al Regimiento de Infantería «Nápoles» n.º 4, de Paracaidistas. Bautizada en memoria de Roger de Lauria, almirante de la Corona de Aragón en la Edad Media, antes tenía su base en el Acuartelamiento Primo de Rivera, en Alcalá de Henares (Madrid). En 2008 su base ha sido desplazada a la Base Príncipe, en el municipio de Paracuellos de Jarama (Madrid).

## Misiones
En 1957 fue movilizada hacia el teatro de operaciones de la guerra de Ifni, tomando el relevo de la Primera Bandera Roger de Flor, entrando en combate en el sector de Tiquisit Igurramen. A finales de noviembre de 1957 participó en diversos enfrentamientos que causaron varias bajas mortales, siendo decisiva su intervención en la liberación de Tiliuín del sitio al que estaba sometida. Acuartelada en las Islas Canarias, entre 1961 y agosto de 1963 quedó basada en la ciudad de Esmara, en el Sáhara Español, como apoyo durante el conflicto de los Petrolitos. Durante esta etapa, el 11 de abril de 1972, la unidad sufrió durante unas maniobras en Fuerteventura un gravísimo accidente en el que tuvo un balance final de trece fallecidos, junto con sesenta heridos.
Desde los años 1990 ha sido desplegada en apoyo de misiones internacionales. En 1996 la BPAC formó el grueso de SPABRI II, segundo contingente español de la IFOR en Bosnia y Herzegovina, mientras que en 1999 fue movilizada hacia Kosovo, donde estuvo encuadrada entre 2000 y 2001 entre las fuerzas de la OTAN que velaron por la aplicación de la Resolución 1224 de Naciones Unidas.
En 2010 volvió a ser desplegada en Afganistán.